# 1917 (film, 2019)
Az 1917 2019-ben bemutatott brit-amerikai háborús-filmdráma, melynek rendezője és producere Sam Mendes, forgatókönyvírója Mendes és Krysty Wilson-Cairns. A főszereplők George MacKay, Dean-Charles Chapman, Mark Strong, Andrew Scott, Richard Madden, Claire Duburcq, Colin Firth és Benedict Cumberbatch.
A filmet részben azok a történetek ihlették, amelyeket a rendezőnek apai nagyapja, Alfred Mendes mesélt az első világháborúban töltött idejéről.
A projektet hivatalosan 2018 júniusában jelentették be, MacKay és Chapman októberben, a többi szereplő pedig a következő év márciusban írtak alá szerződést a filmre. A forgatás 2019 áprilisától júniusig tartott az Egyesült Királyságban, Roger Deakins operatőr és Lee Smith vágó számára hosszú időt vett igénybe, hogy az egész filmet két darab folyamatos felvételként szerkesszék meg.
A világpremier 2019. december 4-én volt Londonban, az Egyesült Királyságban 2020. január 10-én mutatta be a Entertainment One, az Amerikai Egyesült Államokban december 25-én a Universal Pictures. Magyarországon 2020. január 23-án került mozikba a Freeman Film forgamazásában.
Általánosságban pozitív értékeléseket kapott a kritikusoktól, és bevételi szempontól sikeresen teljesített. Világszerte több, mint 384 millió dolláros bevételt hozott, amely a 100 milliós költségvetésével szemben jó eredmény.
Számos elismerése mellett tíz jelölést kapott a 92. Oscar-díj átadóján, beleértve a legjobb filmet és a legjobb rendezőt. Három győzelmet aratott, a legjobb operatőr, a legjobb vizuális effektek és a legjobb hangkeverés kategóriában. Ez volt az utolsó film, amely elnyerte az Oscar-díjat a legjobb hangkeverésért, mielőtt a kategóriát a legjobb hangszerkesztéssel kombinálták volna, mint a legjobb hangért járó díj. A film a 77. Golden Globe-gála, a 73. BAFTA-gála és a PGA Awards legjobb filmjének járó díjat is elnyerte, míg Mendes a Golden Globe, a BAFTA és a DGA Awards legjobb rendezője lett. A filmet a Nemzeti Testület és az Amerikai Filmintézet is a 2019 tíz film közé választotta.

## Cselekmény
Az első világháború csúcspontján két fiatal brit katona, Will Schofield őrvezető (George MacKay) és Tom Blake őrvezető (Dean-Charles Chapman), 1600 másik brit katonával a Hindenburg-vonal árkaiban ragadnak, 1917. április 6-án.
Felettesük, Erinmore tábornok (Colin Firth) kihívást jelentő és veszélyes feladatot rendelt el nekik – személyesen küldet velük levelet Mackenzie ezredesnek (Benedict Cumberbatch), a 2. zászlóalj parancsnokának. Az idővel vívott versenyben át kell kelniük az ellenséges területeken, és olyan üzenetet kell eljuttatniuk, amely megállíthatja a katonák százai elleni halálos támadást – egyik közülük Blake saját testvére.

## Szereplők
| Szerep                            | Színész              | Magyar hang       |
| --------------------------------- | -------------------- | ----------------- |
| William "Will" Schofield őrvezető | George MacKay        | Czető Roland      |
| Thomas "Tom" Blake őrvezető       | Dean-Charles Chapman | Fehér Tibor       |
| Smith százados                    | Mark Strong          | Albert Gábor      |
| Leslie hadnagy                    | Andrew Scott         | Rajkai Zoltán     |
| Joseph Blake hadnagy              | Richard Madden       | Renácz Zoltán     |
| Lauri                             | Claire Duburcq       | Kiss Anna Gizella |
| Erinmore tábornok                 | Colin Firth          | Csankó Zoltán     |
| Mackenzie ezredes                 | Benedict Cumberbatch | Simon Kornél      |
| Sanders őrmester                  | Daniel Mays          | Bodrogi Attila    |
| Hepburn őrnagy                    | Adrian Scarborough   | Kapácsy Miklós    |
| Butler közlegény                  | Tommy French         | Gacsal Ádám       |

## Házimozi-megjelenés
Az 1917-et Digital HD-n 2020. március 10-én, DVD-n, Blu-ray-n és Ultra HD Blu-ray-en 2020. március 24-én adták ki.

## Fordítás
- Ez a szócikk részben vagy egészben  a(z)   1917 (2019 film) című angol Wikipédia-szócikk fordításán alapul.  Az eredeti cikk szerkesztőit annak laptörténete sorolja fel. Ez a jelzés csupán a megfogalmazás eredetét és a szerzői jogokat jelzi, nem szolgál a cikkben szereplő információk forrásmegjelöléseként.